# AJ Auxerre
Association de la Jeunesse Auxerroise (phát âm tiếng Pháp: [asɔsjasjɔ̃ də la ʒœnɛs osɛʁ]; thường được gọi là AJ Auxerre hoặc đơn giản là Auxerre) là một câu lạc bộ bóng đá của Pháp có trụ sở tại xã Auxerre ở Burgundy. Câu lạc bộ được thành lập vào năm 1905 và hiện đang chơi ở Ligue 2, bộ phận thứ hai của bóng đá Pháp. Auxerre chơi các trận đấu trên sân nhà của mình tại Stade l'Abbé-Deschamp bên bờ sông Yonne. Đội được dẫn dắt bởi Pablo Correa và được chỉ huy bởi tiền vệ Jordan Adéoti.
Auxerre được thành lập vào năm 1905 và xuất hiện lần đầu tiên ở giải bóng đá Pháp đầu tiên trong mùa giải 1980-81 và duy trì trong giải đấu cho đến mùa giải 2011-12. Câu lạc bộ đã giành được danh hiệu Ligue 1 một lần, trong mùa giải 1995-96. Hai năm trước, Auxerre đã đạt được vinh dự lớn đầu tiên khi giành được Coupe de France năm 1994. Câu lạc bộ kể từ đó đã thêm ba danh hiệu Coupe de France, liên kết câu lạc bộ tốt nhất thứ năm trong số các đội đã giành được danh hiệu.
Auxerre đã sản xuất một số cầu thủ đáng chú ý trong suốt quá trình tồn tại của nó. Câu lạc bộ đáng chú ý nhất là bàn đạp cho một số cầu thủ bóng đá nổi tiếng của Pháp như Eric Cantona, Laurent Blanc, Philippe Mexès, Basile Boli và Djibril Cissé, trong số những người khác. Tất cả sáu cầu thủ đã trở thành cầu thủ quốc tế Pháp với Blanc chơi trên các đội đã giành FIFA World Cup 1998 và UEFA Euro 2000. Từ năm 1961 đến 2005, câu lạc bộ chủ yếu được huấn luyện bởi Guy Roux. Điều này bao gồm một giai đoạn không bị gián đoạn khi Roux phụ trách trong 36 năm từ 1964 đến 2000.

## Lịch sử
Hiệp hội câu lạc bộ de la Jeunesse Auxerroise được thành lập vào năm 1905, bởi linh mục Ernest Abbé Deschamp. Thành công của câu lạc bộ, trở thành một thế lực trong giải đấu FGSPF của Công giáo Năm 1908, câu lạc bộ thậm chí đã lọt vào trận chung kết Giải vô địch Pháp FGSPF, thua 8 trận1. Vào cuối Thế chiến thứ nhất, câu lạc bộ đã bị trục xuất khỏi mặt đất. Cha Deschamp có được một số mảnh đất dọc theo Yonne trên đường Vaux, sau này thành lập Sân vận động Abbé Deschamp.
Auxerre đã thực hiện những bước đầu tiên trong Giải hạng 1 vào ngày 24 tháng 7 năm 1980 trước Bastia ở Toulon. Auxerre thua trận 2-0. Vào ngày 20 tháng 11 năm 1980, Andrzej Szarmach đã ký hợp đồng với Auxerre khi nhận được sự đồng ý từ Liên đoàn bóng đá Ba Lan. Anh ấy bắt đầu hai ngày sau đó trên sân nhà trước Lyon và ghi bàn đầu tiên trong số chín mươi bốn bàn thắng của anh ấy ở Đội 1. Mùa đầu tiên AJA trong Division 1 là đáng chú ý cho hai buổi biểu diễn đặc biệt: 13 tháng 12 năm 1980, tại Parc des Princes thắng Paris Saint-Germain (3-2), và sau đó vào ngày 07 tháng tư 1981, tại Stade Marcel Saupin thắng Nantes cho một 1-0, đáng chú ý là vì Nantes đã không thua một trận sân nhà trong năm năm và 92 trận (từ 15 tháng 4 năm 1976 đến 7 tháng 4 năm 1981). Trong hai mùa tiếp theo, AJA đã hoàn thành lần lượt thứ mười lăm và tám.
Trong mùa giải 1983-84, AJA lần đầu tiên leo lên bục vinh quang ở vị trí thứ ba. Patrice Garande cầu thủ ghi bàn hàng đầu với hai mươi mốt bàn thắng. Vài tuần sau, Garande giành huy chương vàng tại Thế vận hội ở Los Angeles với đội bóng đá Olympic Pháp trong khi Joël Bats và Jean-Marc Ferreri là một phần của đội Pháp chiến thắng tại UEFA Euro 1984. Mùa hè năm đó, Auxerre đã chiêu mộ Michel N'Gom. Với triển vọng quốc tế, anh rời Paris Saint-Germain. Trong giai đoạn tiền mùa giải, anh đã ghi được năm bàn thắng sau mười trận đấu. Vào cuối tuần trước khi bắt đầu mùa giải, anh đã đến thăm các đồng đội cũ của mình ở Paris. Bi kịch thay, anh qua đời sau một tai nạn giao thông vào ngày 12 tháng 8 năm 1984. Để vinh danh, một trong những khán đài tại Abbé Deschamp mang tên anh. Mùa giải 1984-85 đã chứng kiến sự cạnh tranh của châu Âu lần đầu tiên trong lịch sử châu Âu khi tham dự UEFA Cup, mặc dù có trận hòa vòng một không thuận lợi với Sporting Clube de Portugal. Vào ngày 19 tháng 9 năm 1984 tại Estádio José Alvalade, AJA đã cúi đầu trong bóng đá châu Âu với thất bại 2-0. Trận lượt về diễn ra vào ngày 3 tháng 10 năm 1984. AJA đã tìm cách lấy lại hai bàn thua bằng một cú đúp của Szarmach, nhưng cuối cùng lại chịu thua với hai bàn thắng trong hiệp phụ. Tuy nhiên, nhờ vào chiến thắng của Monaco ở Coupe de France, AJA cũng đủ điều kiện tham dự UEFA Cup một năm sau đó.
Cuộc xung đột năm 1985 chứng kiến Joël Bats gia nhập Paris Saint-Germain. Auxerre đã tuyển dụng Bruno Martini làm người kế vị. Ở UEFA Cup, AJA đã được gặp Milan. Ở trận lượt đi, Auxerre đã thắng 3 trận1. Cả hai đội đều bỏ lỡ một quả phạt đền và Paolo Maldini có trận ra mắt ở châu Âu. Trong trận đấu trở lại, AJA thua 3-0 và do đó bị loại. Thứ bảy trong giải đấu và tứ kết ở cúp Pháp, AJA đã không có mùa thứ ba liên tiếp ở châu Âu. Auxerre kết thúc thứ tư vào năm 1986-1987, và một lần nữa bị loại ở vòng đầu tiên của UEFA Cup mùa giải tiếp theo với thất bại 2-0 trước  Panathinaikos quá nhiều để vượt qua ở trận lượt về (mà Auxerre đã thắng 3-2). Mùa giải 1988-89 đã chứng kiến AJA kết thúc thứ năm trong giải đấu và lọt vào bán kết Coupe de France trước khi bị Olympique de Marseille loại bỏ, đội chiến thắng sau đó. Với vị trí thứ năm trong giải đấu, AJA đã tham gia UEFA Cup và ở đó đã có mùa đầu tiên. Trong vòng sơ khảo, AJA đã giành được chiến thắng đầu tiên. Bị đánh bại 0-1 tại nhà của Dinamo Zagreb, đội đã thắng lại 3-1 tại Nam Tư và đủ điều kiện cho vòng đầu tiên thích hợp. Auxerre đánh bại liên tiếp Albanians Apolonia Fier, Finns RoPS và Olympiacos của Hy Lạp trước khi bị Fiorentina loại ở tứ kết. Song song với điều này, AJA xếp vị trí thứ sáu trong giải đấu. Vào mùa hè năm 1990, AJA đã bán Basile Boli và tuyển Enzo Scifo, Alain Roche và Zbigniew Kaczmarek. Auxerre kết thúc ở vị trí thứ ba sau khi dẫn đầu mùa giải trong hai tuần.
Vào năm 1991-92, Auxerre đã bị loại ở vòng hai Cúp UEFA bởi Liverpool và sau đó đứng thứ tư ở giải hạng nhất. Mùa hè năm đó, AJA đã bán Alain Roche và Jean-Marc Ferreri trong khi tuyển dụng Frank Verlaat và Gerald Baticle. Auxerre sau đó lại hành trình vào UEFA. Auxerre đã loại bỏ Lokomotiv Plovdiv và FC Copenhagen mới thành lập. Trong vòng thứ ba, AJA đã loại bỏ Standard Liege. Ở tứ kết, AJA phải đối mặt với Ajax, nhà đương kim vô địch và bất bại ở cúp châu Âu trong hai năm. Trước khi đối mặt với Ajax, Auxerre đã trải qua năm trận thua liên tiếp. Auxerre giành một chiến thắng 4-2 nhà. Ở trận lượt về, Ajax chỉ có thể giành được chiến thắng 1-0 và vì thế, Auxerre đã đủ điều kiện cho trận bán kết, để đối đầu với Borussia Dortmund. Ở trận lượt đi tại Đức, AJA thua 2-0. Một trận đấu thứ hai quyết liệt đã san bằng điểm số tổng hợp, nhưng cuối cùng, Auxerre đã bị loại trên chấm phạt đền.
Trong khi kết thúc thứ sáu trong giải vô địch, Auxerre một lần nữa đủ điều kiện cho UEFA Cup sau trường hợp VA-OM. Nhưng không giống như cuộc đua hoành tráng của mùa trước, AJA đã bị loại ở vòng đầu tiên bởi Tenerife. AJA đã đạt được tiến bộ trong giải đấu, với vị trí thứ ba, nhưng đáng chú ý là đã giành được chiếc cúp lớn đầu tiên của mình, chiếc cúp Pháp. Sau khi vượt qua các đội hạng thấp hơn ở những vòng đầu, AJA đã loại được Nantes ở bán kết trước khi thắng 3-0 tại sân của Parc des Princes trong trận chung kết với Montpellier. Mùa giải tiếp theo, Auxerre kết thúc thứ tư trong giải đấu và là một trận tứ kết của Cup Winners 'Cup: Auxerre đã bị Arsenal loại trong Abbe-Deschamp (1-0) khi giành được 1-1.
Trong mùa giải 1995-96, lần đầu tiên câu lạc bộ đã giành được Division 1 trong lịch sử của họ, và cũng đã giành được Coupe de France.
Vào ngày 13 tháng 5 năm 2012, thời gian 32 năm ở vị trí cao nhất của Auxerre đã kết thúc sau thất bại 3-0 trên sân nhà của Marseille. Mùa giải tiếp theo, Auxerre kết thúc vị trí thứ chín đáng thất vọng cùng với hiệu số bàn thắng bại là -2. Mùa tiếp theo không tốt hơn cho AJA, sau khi họ hoàn thành vị trí thứ 16. Mặc dù không mang lại kết quả thăng hạng, mùa giải 2014-15 Ligue 2 tốt hơn cho đội bóng vùng Burgundy khi họ kết thúc thứ chín tại Ligue 2 và kết thúc giải Á quân trong trận Chung kết Coupe de France 2015 sau khi thua Paris Saint-Germain tại Stade de France trước một sự tham dự của 80.000. Mùa giải 2018-19 là mùa giải thứ bảy liên tiếp của Auxerre tại  Ligue 2